# Hvidbøg
Hvidbøg er handelsbetegnelsen for træ, der stammer fra Avnbøgen (Carpinus betulus) Det anvendes blandt andet til høvlstokke, da det er en af vores hårdeste træsorter.